# Kfz-Inspektion

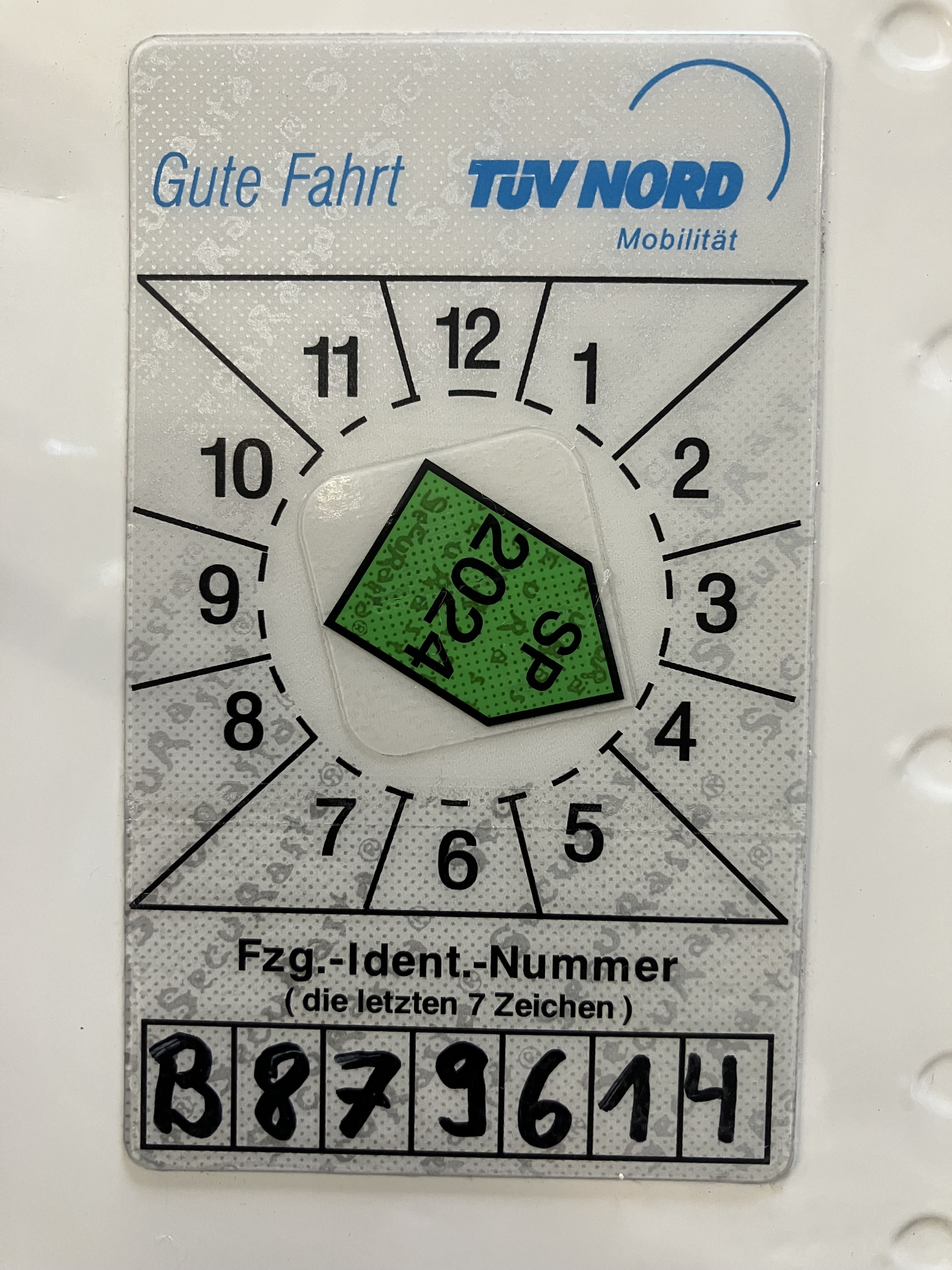
Plakette der Sicherheitsprüfung (Nutzkraftwagen, Deutschland)

Bei der Kfz-Inspektion, der Wartung oder in der Schweiz der Service handelt es sich um eine regelmäßig wiederkehrende Überprüfung wichtiger Teile eines Kraftfahrzeuges, die vor allem der Sicherheit und Funktionsfähigkeit dienen soll.
Hierbei ist zu unterscheiden, ob die Untersuchung aufgrund rechtlicher Vorgaben geschieht oder freiwillig ist.

## Freiwillige Inspektion
Inspektionen können jederzeit durch eine Autowerkstatt durchgeführt werden. Üblicherweise werden sie in bestimmten Zeit- und Fahrleistungsintervallen durchgeführt, aber auch vor einer längeren Urlaubsreise. Die Annahme des Fahrzeugs übernimmt vor einer Inspektion meist der Serviceberater, vor der eigentlichen Inspektion wird in der Regel auch eine Direktannahme durchgeführt. Zweck der Inspektion ist die Prävention von Schäden, somit die Werterhaltung und insbesondere die Sicherheit (Bremsen, Beleuchtung etc.). Fahrzeughersteller machen meist Vorgaben, in welchem Umfang und wie häufig Inspektionen durch autorisierte Werkstätten durchgeführt werden sollen. Die Einhaltung dieser Termine kann Voraussetzung für bestimmte Garantieleistungen des Herstellers sein.
Inspektionen sind sehr wichtig für eine Autowerkstatt, da sie viel Gewinn einbringen und das Unternehmen in seiner Existenz sichern.
Hauptarbeitspositionen einer kleinen Inspektion:
| Allgemeines Sichtprüfen: auch Fahrwerk, Leitungen, Aggregate, Gelenke, Abgasanlage | Flüssigkeiten austauschen                     |
| Bremsen prüfen und Bremsflüssigkeit tauschen (in der Regel alle 2 Jahre)           | Reifenprofil und Luftdruck prüfen             |
| Öl, Ölfilter und Luftfilter wechseln                                               | Innenraum-Luftfilter wechseln                 |
| Schlüsselbatterie wechseln                                                         | Türen und Schlösser fetten                    |
| Außenbeleuchtung überprüfen                                                        | Insbes. korrekte Einstellung der Scheinwerfer |

## Flexibler Inspektionsabstand
Moderne Kraftfahrzeuge überwachen ihren eigenen Zustand immer gründlicher selbst. Dabei wird beispielsweise auch verfolgt, bei welchen Betriebstemperaturen und Drehzahlen ein Motor betrieben wird. Je nach Fahrweise wird aufgrund von Berechnungen, die von den Fahrzeugherstellern vorgegeben werden, das Erreichen einer bestimmten Belastungs- oder Verschleißgrenze erkannt und der Fahrer aufgefordert, seine Werkstatt für die nächste Inspektion aufzusuchen. Bei weniger belastender Fahrweise wird die Inspektion also später erfolgen als bei fordernder Fahrweise. Diese Überwachung wird in einem der zentralen Steuergeräte des Fahrzeugs durchgeführt, oft im Kombiinstrument, da bei diesem schon die Eingangsgrößen wie (u. a.) Temperatur und Drehzahl ausgewertet und angezeigt werden und auch die Anzeige der Inspektionsaufforderung in diesem Gerät erfolgt. Die genannten Berechnungsgrundlagen unterscheiden sich erheblich je nach Motortyp, also Diesel oder Benziner.

## Rechtlich geforderte Inspektion
- siehe Technische Überprüfung